# Fiat 128
Fiat 128 var en bilmodel fra den italienske bilfabrikant Fiat bygget mellem 1969 og 1985. Modellen blev introduceret som afløser for Fiat 1100, og vandt titlen Årets Bil i Danmark og Europa 1970.
128 var ved introduktionen en avanceret bilmodel, og var blandt de første personbiler med forhjulstræk og tværliggende frontmotor. Dette var ikke rigtig noget gennembrud i sig selv, da blandt andet Mini var tidligere ude med et tilsvarende koncept, men Fiat 128 havde derudover drivaksler i forskellig længde, noget som gjorde det muligt at placere motor og gearkasse side om side, et koncept som siden er blevet meget populært i små bilmodeller.
128 var den første bil udstyret med Fiats dengang helt nye motor med overliggende knastaksel, en motortype som var avanceret for sin tid med topstykke i aluminium og overliggende knastaksel drevet af en tandrem. Dette koncept blev adopteret af de aller fleste bilfabrikanter tidligt i 1980'erne, men var meget usædvanligt ved 128's introduktion i 1969.
Ved introduktionen kunne 128 fås som todørs sedan, firedørs sedan og tredørs stationcar. Den eneste motor som fandtes var en 1,1'er (1116 cm³), frem til todørsmodellen 128 Rally Edition kom på markedet i 1971 med en 1,3-litersmotor (1290 cm³). Samme år blev Sport Coupé lanceret med et nyt coupékarrosseri bygget på en forkortet 128-platform. I 1974 kom der først i Italien en sedan med firkantede forlygter og ændret kølergitter, der i 1976 kunne købes i Danmark, kaldet 128 Special, og 128 Sport Coupe` blev ligeledes i 1976 ændret til 128 3P, som betyder 3-dørs, italiensk for porte (døre). I 1977 blev den oprindelige sedan og stationcarmodellen modificeret med bl.a. ændret forlygte- og baglygte arrangement, ligesom interiøret blev lidt mere luksusbetonet, i model 128 CL, og motorens ydelse blev lidt højere (60 hk mod før 55 hk).
Produktionen af alle varianter med undtagelse af indstigningsmodellen på 1,1 liter blev indstillet i 1979 efter Fiat Ritmos introduktion i 1978. Produktionen af den lille, tredørs stationcarudgave kaldet Panorama fortsatte frem til 1980, mens de øvrige versioner udgik af produktion i 1985.

## Produktion i udlandet
128 var forbilledet for Zastava 128 og Zastava 101, som var bilmodeller bygget af den serbiske bilfabrikant Zastava. Disse modeller blev solgt over hele Europa i 1970'erne. Zastava producerer fortsat en femdørs stationcarmodel baseret på 128 under navnet Zastava Skala 55. Den er mærkets billigste model, og til en pris på omkring 3750 € er den også en af verdens billigste bilmodeller.